# Dawa
Dawa – rzeka we wschodniej Afryce płynąca przez południową Etiopię. Swoje źródła bierze na wschodnich zboczach Gór Sidamo, w pobliżu miasta Aleta Wendo. Przepływa przez region Somali, częściowo określa granicę między Etiopią i Kenią, a na granicy z Somalią łączy się z rzeką Ganale, ustanawiając rzekę Dżuba.